# 59th Street-Columbus Circle
59th Street-Columbus Circle è una stazione della metropolitana di New York situata all'incrocio tra le linee IRT Broadway-Seventh Avenue e IND Eighth Avenue. Nel 2019 è stata utilizzata da 23 040 650 passeggeri. È servita dalle linee 1, A e D sempre, dalla linea C sempre tranne di notte, dalla linea B durante i giorni feriali esclusa la notte, e dalla linea 2 solo di notte.

## Strutture e impianti

### Ingressi e uscite
Questa stazione ha molti ingressi/uscite. Per esempio quello a nord di Columbus Circle porta al Trump International Hotel and Tower. Ha una scalinata doppia che scende ad un livello intermedio prima di un'altra scalinata doppia che scende alla zona dei tornelli, dove dei tornelli inutilizzati portano al mezzanino della stazione IND così come all'estremità nord della piattaforma in direzione nord della stazione IRT. C'è anche un ascensore dietro la scala che scende alla zona dei tornelli.

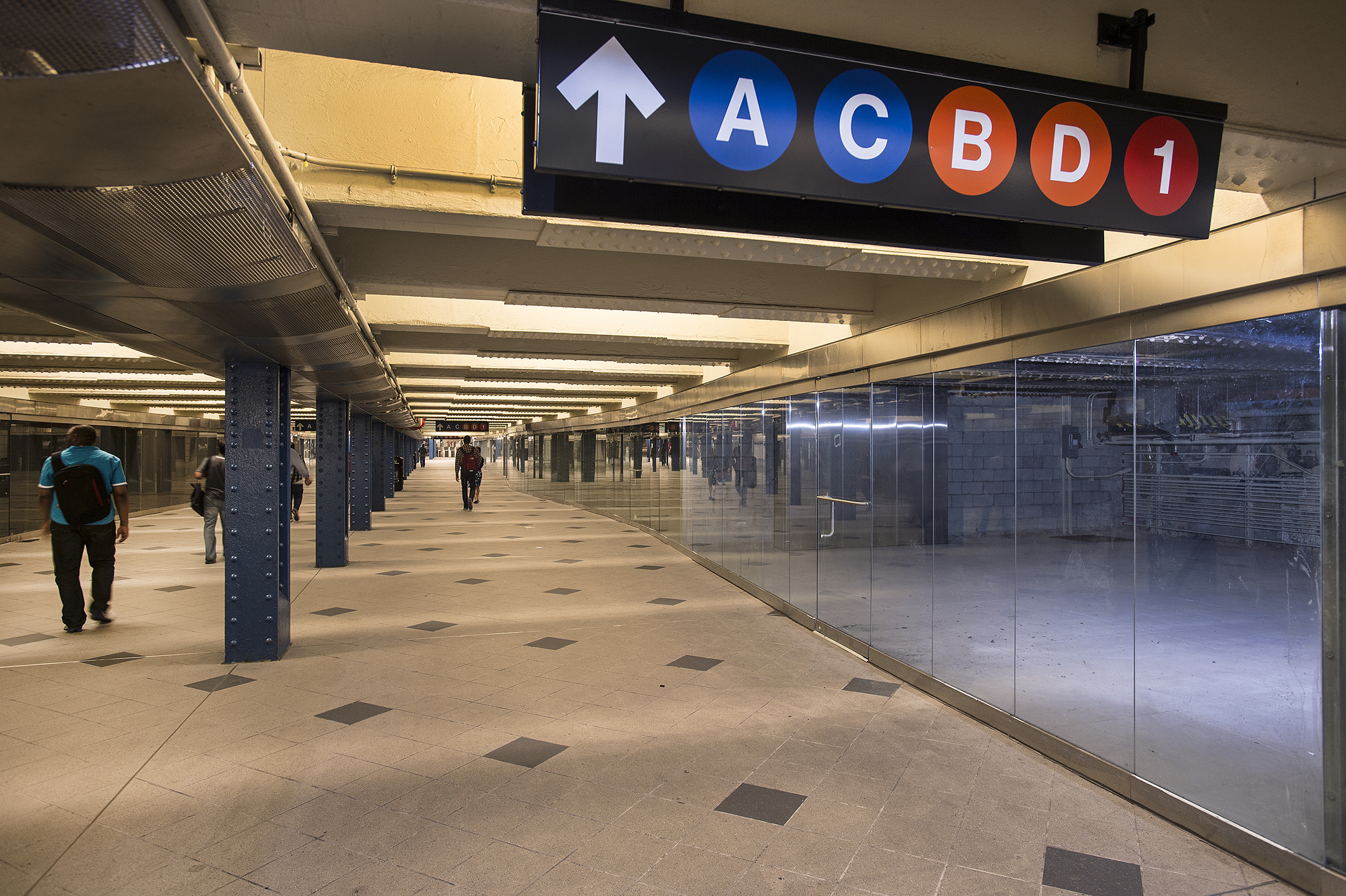
Interno della stazione.

Due scale nell'angolo nord tra Broadway e West 60th Street scendono al mezzanino, dove tre tornelli a tutta altezza e una breve scalinata forniscono accesso diretto alla estremità nord della piattaforma in direzione sud della stazione IRT. Un'altra scala a sud della stessa intersezione porta ai tornelli che portano al centro della piattaforma in direzione sud sempre della stazione IRT.
Il Time Warner Center all'angolo nord ovest di West 58th Street e Broadway possiede una serie di ascensori, scale mobili e scale che scendono al mezzanino, dove dei tornelli permettono di entrare/uscire dalla stazione. Un'unica scalinata scende all'estremità meridionale di ogni piattaforma della stazione IND, mentre un corridoio conduce alla piattaforma in direzione sud della stazione IRT.
Il mezzanino ha anche una scala che sale verso l'angolo nord est di West 58th Street e Broadway. C'è inoltre un passaggio che conduce ad un'altra scala che sale verso l'angolo sud est di West 59th Street ed Eighth Avenue. Questa scala è costruita all'interno della Hearst Tower.
L'estremità meridionale della piattaforma in direzione nord della stazione IRT dispone di una zona per il controllo dei biglietti incustodita, dove si trovano i tornelli, e di due scale che salgono agli angoli sud di West 59th Street e Broadway.

### Stazione della linea IND Eighth Avenue

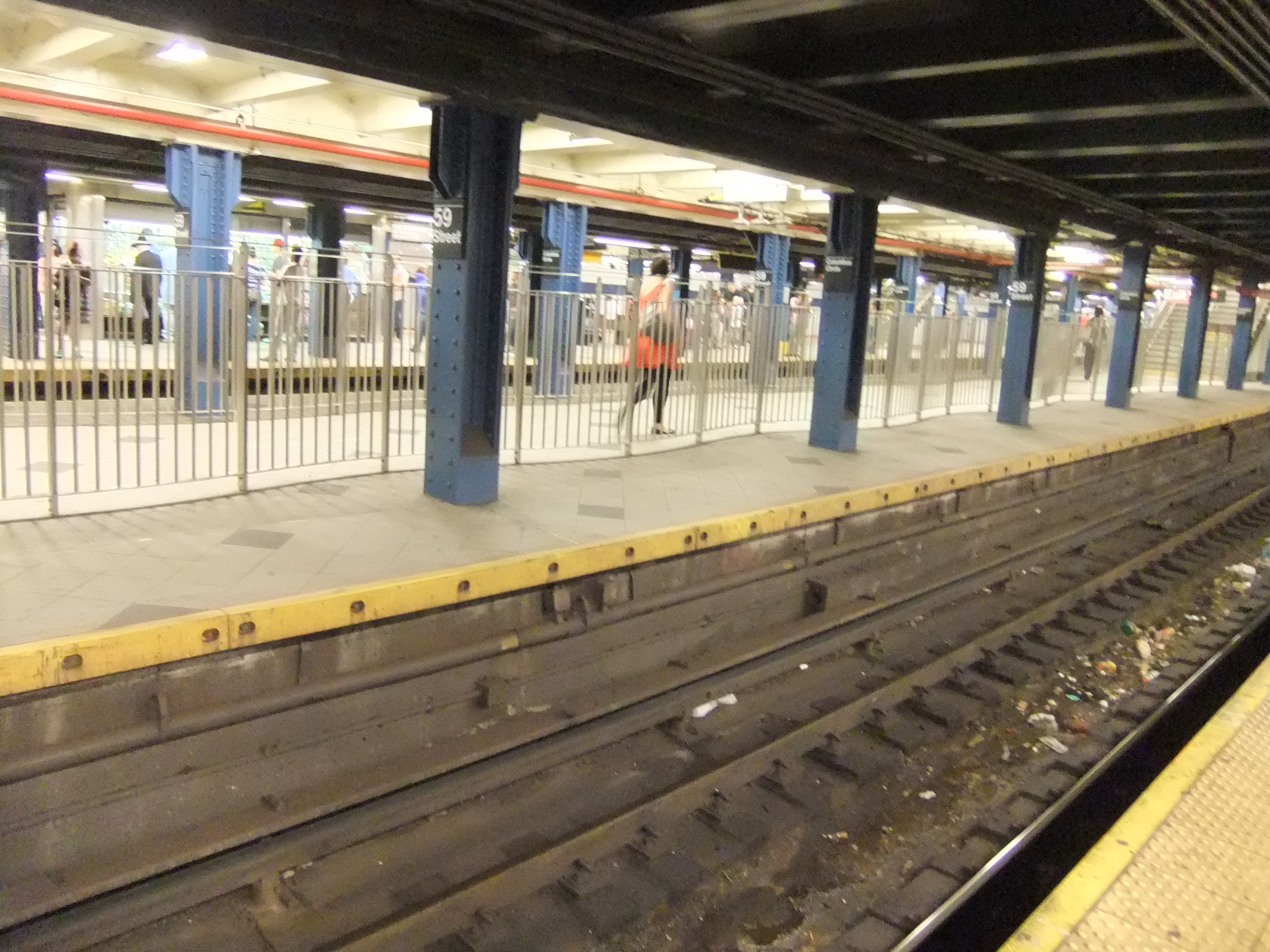
Passaggio tra le piattaforme della stazione IRT.

La stazione sulla linea IND Eighth Avenue possiede quattro binari e tre piattaforme a isola, di cui due in regolare servizio. I treni delle linee B e C corrono sui binari locali, mentre i treni della linea D e, di giorno, anche quelli della linea A corrono sui binari espressi.
A sud della stazione, i treni delle linee A e C proseguono sulla Eighth Avenue, mentre i treni delle linee B e D deviano a est verso la stazione Seventh Avenue attraverso la linea IND Sixth Avenue. A nord della stazione vi sono interscambi in entrambe le direzioni e, i binari locali in direzione nord e i binari espressi si uniscono sopra i binari in direzione sud per formare una configurazione a due livelli alla stazione 103 Street.
La piattaforma centrale è stata utilizzata nel servizio passeggeri solo dal 1959, anche se era stata costruita insieme con le altre piattaforme. Venne utilizzata per attuare la cosiddetta soluzione spagnola che permette ai passeggeri di uscire da entrambi i lati dei vagoni della metropolitana. I comandi delle porte delle vetture più recenti hanno però reso più difficile aprire contemporaneamente le porte su entrambi i lati del treno, quindi questa soluzione è diventata impraticabile e la piattaforma è stata chiusa l'8 novembre 1973. Tra il 2007 e il 2010, è stata convertita in un passaggio per le piattaforme laterali della stazione IRT. Sono state così erette grandi recinzioni metalliche in modo da tenere la gente lontana dai bordi e quindi dai binari.
Al centro di ciascuna piattaforma aperta, ci sono due scale e un ascensore che portano alla piattaforma in direzione nord della stazione IRT. C'è anche una scala, a nord di ogni piattaforma, che conduce alla stessa area. Una sola scala, all'estremità sud della piattaforma, conduce alla piattaforma in direzione sud della stazione IRT. Ci sono anche due edicole che sorgono al centro delle due piattaforme.
Questa stazione precedentemente ospitava un'opera d'arte del 1992 chiamata Hello Columbus realizzata da vari artisti di New York e dagli studenti delle scuole pubbliche. Sol LeWitt ha creato un motivo di piastrelle sulla scalinata dalle piattaforme dal titolo "Whirls and Twirls". Attualmente, dei grandi numeri 59 bianchi, sono disposti sopra strisce blu, così come accade per il numero 42 alla stazione 42nd Street-Port Authority Bus Terminal.

### Stazione della linea IRT Broadway-Seventh Avenue
La stazione sulla linea IRT Broadway-Seventh Avenue possiede quattro binari e due piattaforme laterali. I due binari centrali sono utilizzati dai treni della linea 2 durante le ore diurne e dai treni della linea 3 in ogni momento, mentre i due binari laterali sono utilizzati dai treni della linea 1 sempre e dai treni della linea 2 a tarda sera.
Pur essendo un importante punto di trasferimento con la linea IND Eighth Avenue, la stazione è stata costruita come una fermata per treni locale prima della costruzione del IND nel 1932. Ad un certo punto, la New York City Transit Authority ha considerato di convertire la stazione in una per treni espressi reindirizzando i binari locali. Ciò avrebbe anche coinciso con la trasformazione della stazione 72nd Street in una stazione per treni locali.
Quando la stazione ha aperto, c'era un sottopassaggio tra le piattaforme. Nel 1970 è stato chiuso e le entrate alle scale ricoperte. Oggi, i passeggeri utilizzano il mezzanino e una piattaforma inutilizzata della stazione IND per il trasferimento tra le direzioni. Entrambe le piattaforme hanno due aree per il controllo dei biglietti che sono sullo stesso livello, una delle quali è collegata al mezzanino che conduce alle piattaforme della stazione IND.

## Galleria d'immagini

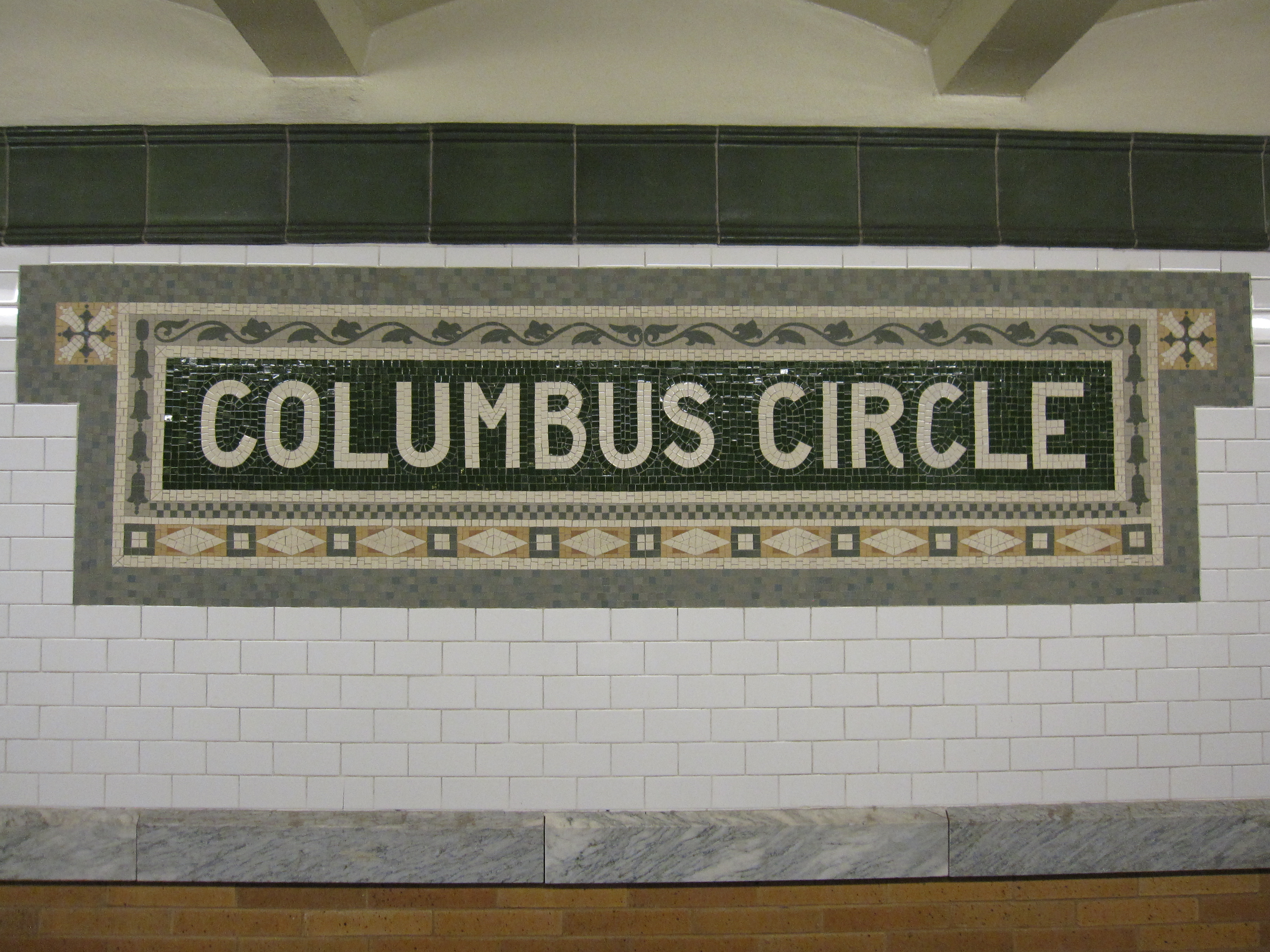
Mosaico con il nome della stazione
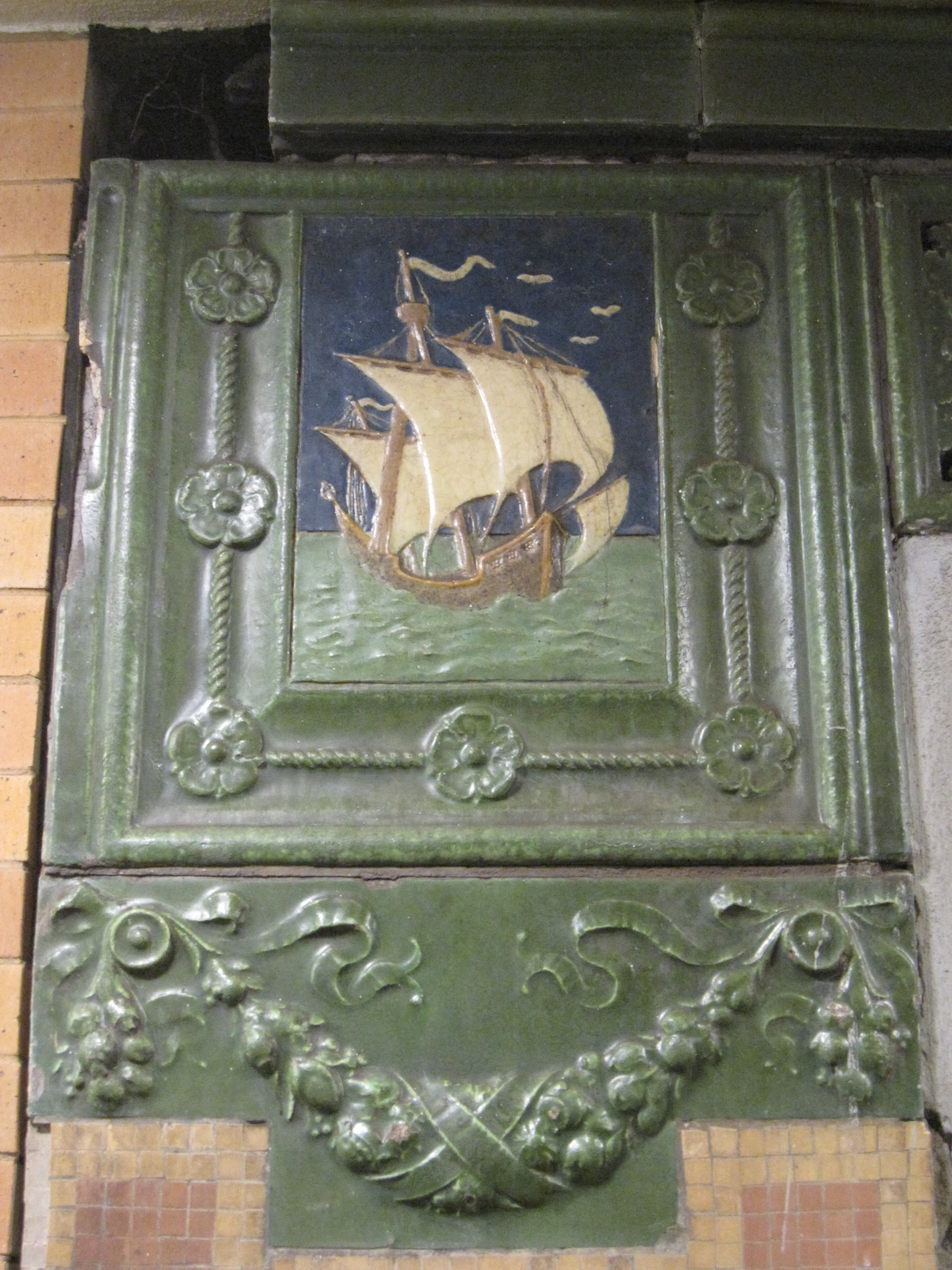
Targa originale con la nave Santa Maria di Colombo
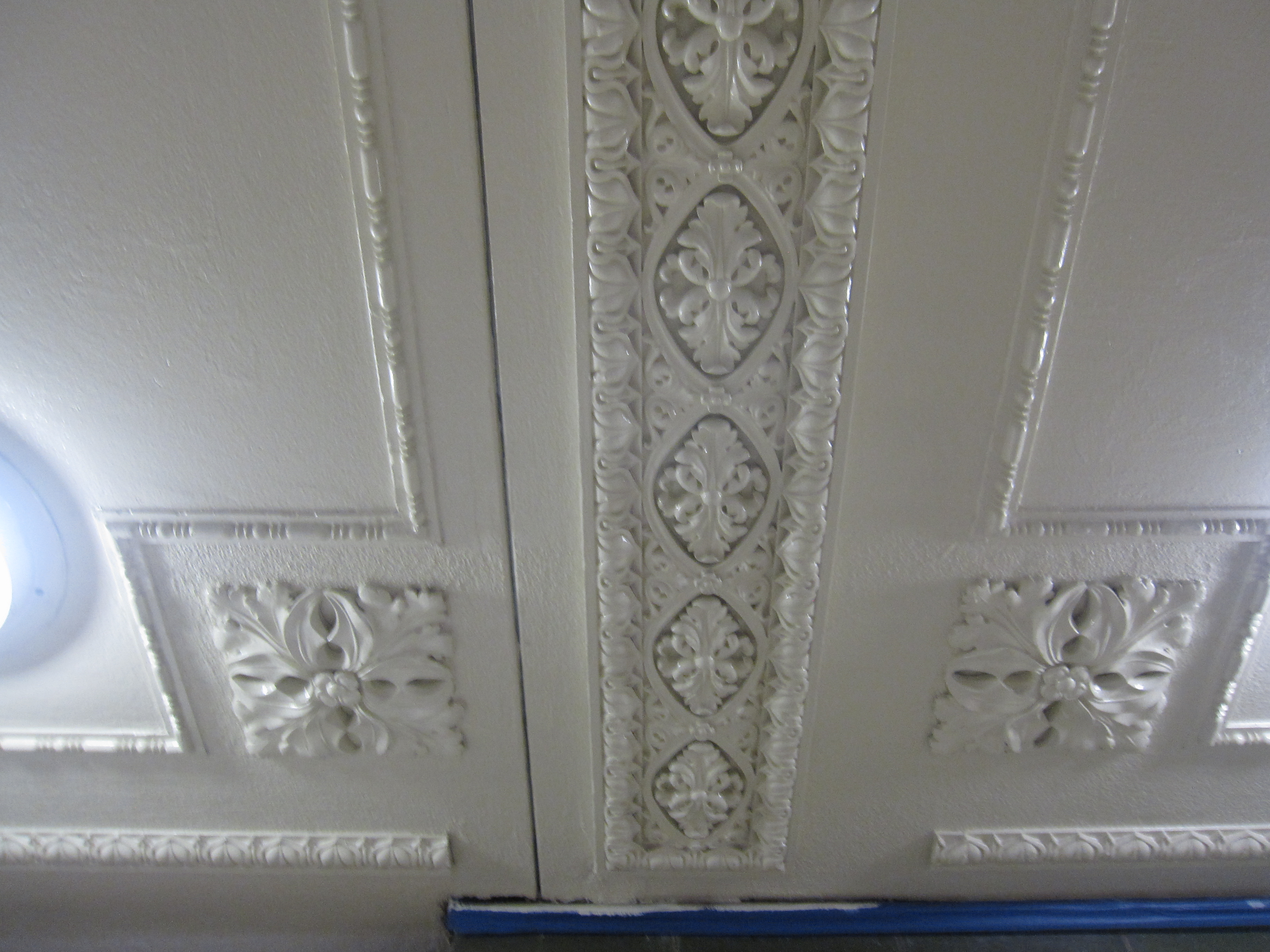
Vista dettagliata del soffitto
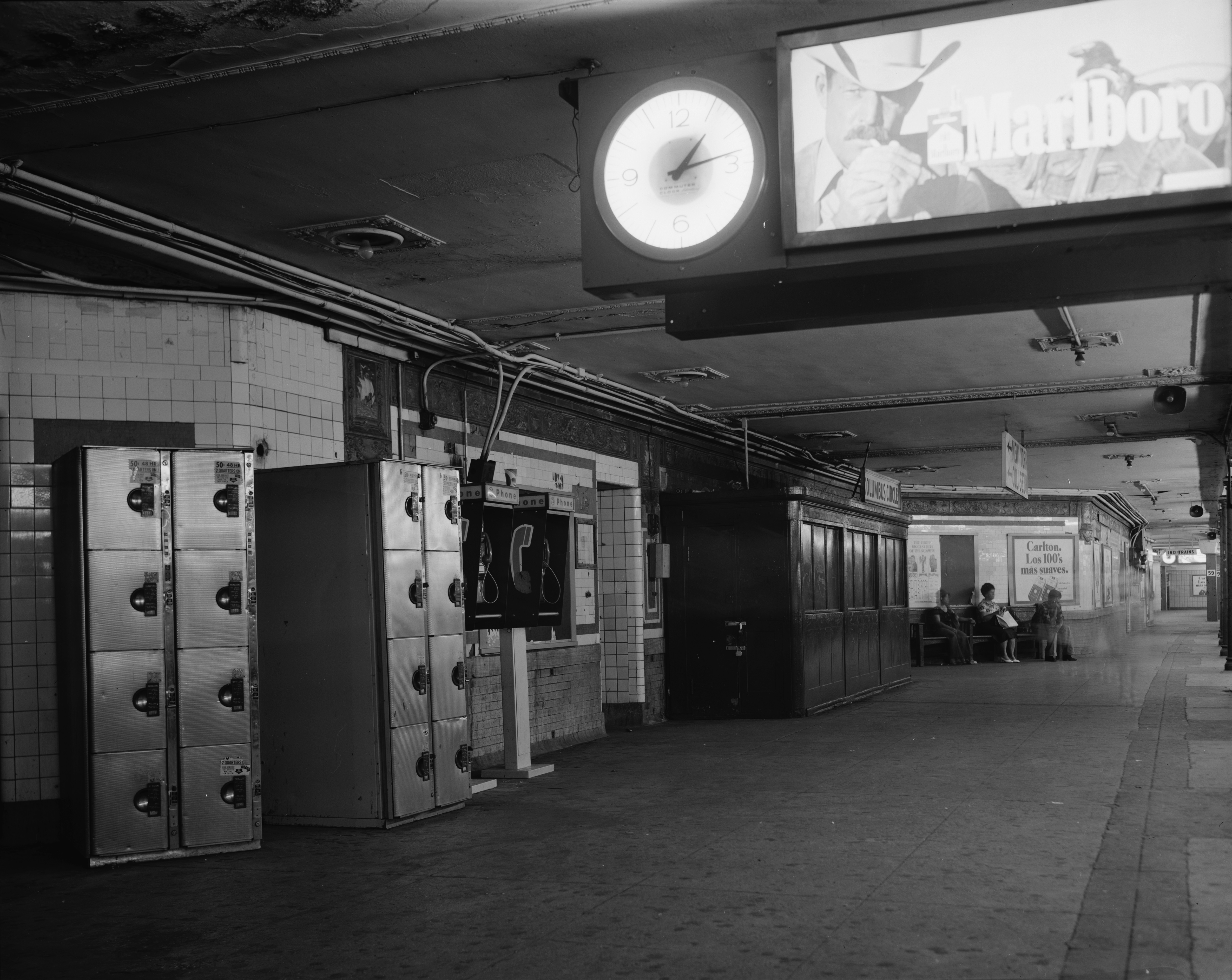
La piattaforma nel 1978